# Torneio de tênis de Dubai
O torneio de tênis de Dubai compreende os eventos profissionais de tênis que acontecem ou aconteceram em Dubai, nos Emirados Árabes Unidos. Nunca foi combinado, mas os gêneros são disputados em semanas próximas de fevereiro.
Atualmente, possui o nome comercial de Dubai Duty Free Tennis Championships e recebe os seguintes torneios:
- ATP de Dubai, torneio masculino organizado pela Associação de Tenistas Profissionais, na categoria ATP 500;
- WTA de Dubai, torneio feminino organizado pela Associação de Tênis Feminino, nas categorias WTA 1000 (anos ímpares) e WTA 500 (anos pares).